# Verbandsgemeinde Diez
Die Verbandsgemeinde Diez ist eine Gebietskörperschaft im Rhein-Lahn-Kreis in Rheinland-Pfalz. Der Verbandsgemeinde gehören die Stadt Diez sowie 22 weitere Ortsgemeinden an, der Verwaltungssitz ist in der namensgebenden Stadt Diez an der Lahn.

## Verbandsangehörige Gemeinden
| Ortsgemeinde, Stadt   | Fläche (km²) | Einwohner |
| --------------------- | ------------ | --------- |
| Altendiez             | 9,22         | 2.175     |
| Aull                  | 2,18         | 390       |
| Balduinstein          | 5,17         | 577       |
| Birlenbach            | 4,04         | 1.648     |
| Charlottenberg        | 0,76         | 145       |
| Cramberg              | 5,26         | 488       |
| Diez, Stadt           | 12,41        | 11.428    |
| Dörnberg              | 5,82         | 465       |
| Eppenrod              | 6,98         | 730       |
| Geilnau               | 2,25         | 357       |
| Gückingen             | 2,34         | 1.135     |
| Hambach               | 2,76         | 499       |
| Heistenbach           | 5,27         | 1.046     |
| Hirschberg            | 2,50         | 409       |
| Holzappel             | 2,73         | 1.092     |
| Holzheim              | 5,00         | 880       |
| Horhausen             | 5,46         | 309       |
| Isselbach             | 7,19         | 386       |
| Langenscheid          | 8,92         | 525       |
| Laurenburg            | 2,16         | 265       |
| Scheidt               | 2,51         | 359       |
| Steinsberg            | 2,90         | 243       |
| Wasenbach             | 2,40         | 321       |
| Verbandsgemeinde Diez | 106,22       | 25.872    |

(Einwohner am 31. Dezember 2024)
Vor dem 1. Juli 1991 gehörten 24 Gemeinden der Verbandsgemeinde Diez an. Dann erfolgte der Zusammenschluss der Gemeinde Schaumburg mit zu diesem Zeitpunkt zwei Einwohnern mit der Gemeinde Balduinstein.

## Bevölkerungsentwicklung
Die Entwicklung der Einwohnerzahl bezogen auf das Gebiet der heutigen Verbandsgemeinde Diez; die Werte von 1871 bis 1987 beruhen auf Volkszählungen:
| Jahr | Einwohner |
| 1815 | 8.822     |
| 1835 | 10.707    |
| 1871 | 14.589    |
| 1905 | 15.888    |
| 1939 | 17.086    |
| 1950 | 19.817    |

| Jahr | Einwohner |
| 1961 | 21.251    |
| 1970 | 23.114    |
| 1987 | 21.779    |
| 1997 | 25.287    |
| 2005 | 25.886    |
| 2024 | 25.872    |

## Verbandsgemeinderat
Der Verbandsgemeinderat Diez besteht aus 36 ehrenamtlichen Ratsmitgliedern, die bei der Kommunalwahl am 9. Juni 2024 in einer personalisierten Verhältniswahl gewählt wurden, und dem hauptamtlichen Bürgermeister als Vorsitzendem.
Die Sitzverteilung im Verbandsgemeinderat:
| Wahl | SPD | CDU | Grüne | FDP | Linke | FWG | Gesamt   |
| ---- | --- | --- | ----- | --- | ----- | --- | -------- |
| 2024 | 9   | 9   | 4     | 2   | –     | 12  | 36 Sitze |
| 2019 | 11  | 9   | 4     | 3   | 1     | 8   | 36 Sitze |
| 2014 | 15  | 12  | –     | 2   | –     | 7   | 36 Sitze |
| 2009 | 14  | 11  | –     | 4   | –     | 7   | 36 Sitze |
| 2004 | 14  | 14  | –     | 3   | –     | 5   | 36 Sitze |

- FWG = Freie Wählergruppe Verbandsgemeinde Diez e. V.

## Bürgermeister
Bürgermeisterin der VG Diez ist Maren Busch (parteilos). Bei der Direktwahl am 6. November 2022 konnte sie sich mit einem Stimmenanteil von 51,55 % gegen den Amtsinhaber Michael Schnatz (SPD) und die weitere Bewerberin Jennifer Zorn (CDU) durchsetzen. Sie trat das Amt am 1. Juni 2023 an.

## Wappen
| Wappen der Verbandsgemeinde Diez | Blasonierung: „Innerhalb eines goldenen, mit 24 blauen Kugeln bestückten Schildbordes, in Rot ein mit schwarzen Fenstern versehenes goldenes Schloss, stilisiert nach dem Aufriss des Schlosses Diez, auf einem in der Mitte durch eine hohe, goldene Stützmauer mit 4 Strebepfeilern verstärkten, goldenen Felssockel, der über die ganze Schildbreite aus einem von Blau und Gold wellenförmig geteilten Wellenschildfuß wächst.“ |
| Wappen der Verbandsgemeinde Diez | Wappenbegründung: Bevor 1991 die Gemeinde Schaumburg mit der Gemeinde Balduinstein zusammengeschlossen wurde bestand die Verbandsgemeinde Diez aus 24 Ortsgemeinden (einschließlich der Stadt Diez), dargestellt durch die 24 blauen Kugeln im goldenen Schildbord. Sie hat ihren Verwaltungssitz in der Stadt Diez, die sich um die bereits im 11. Jahrhundert von den Grafen von Diez gegründete sog. Alte Burg entwickelte und 1329 Stadtrechte erhielt. Die Alte Burg wurde bis ins 19. Jahrhundert mehrfach umgebaut, wodurch sie das Aussehen eines Schlosses bekam. Die Wappenfarben der Grafen von Diez waren Gold und Rot. 1388 fielen Stadt und Burg an die Grafen nachmals Fürsten und Herzöge von Nassau-Dillenburg, seit 1606 Nassau-Diez, die seit 1815, als Prinzen von Oranien, Könige der Niederlande wurden. Gold und Blau sind die Wappenfarben von Nassau. Der blaue Wellenbalken symbolisiert die den Burgfelsen umfließende Lahn. |